# Humulon
Humulon (auch α-Lupulinsäure) ist ein bakteriostatischer Bitterstoff.

## Vorkommen

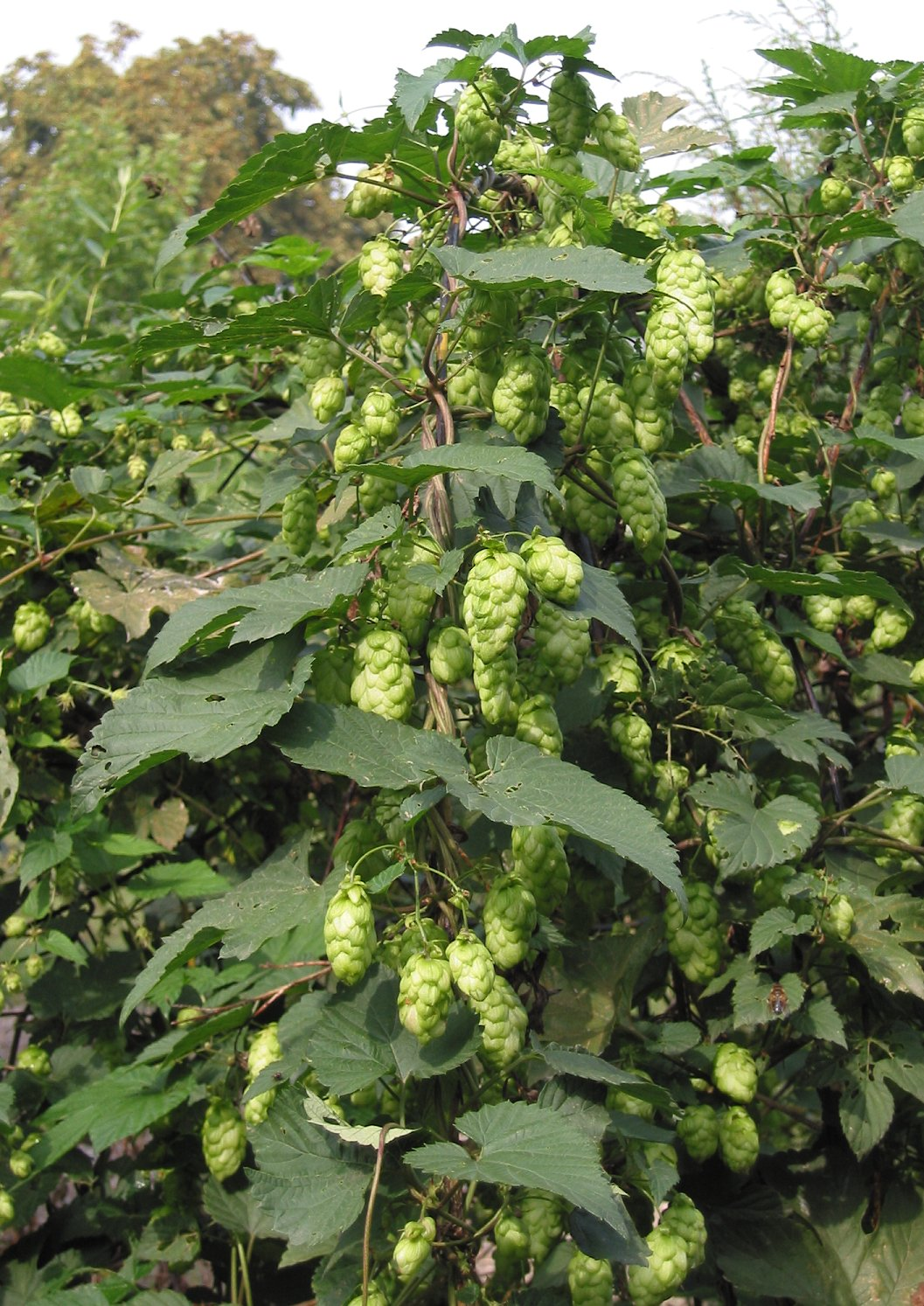
Hopfen (Humulus lupulus)

Das Harz des reifen Hopfens Humulus lupulus enthält Humulon. Dessen durch Erhitzung entstehende Umlagerungsprodukte (insbesondere cis- und trans-Isohumulon) geben dem Bier seinen charakteristischen bitteren Geschmack. Er wird zu den Hopfenbitterstoffen gezählt.

Abbau von Humulon zu cis- und trans-Isohumulon

Strukturell ist Humulon ein Hydroxy-phloroglucin mit drei isoprenoiden Seitenketten. Eine entzündungshemmende Wirkung des Humulon wurde als Unterdrückung der Transkription des der Cyclooxygenase-2 (COX-2) zugehörigen Gens nachgewiesen, womit die Bildung von Prostaglandinen inhibiert wird.